# Vladimir Léon
Pour les articles homonymes, voir Léon.
Vladimir Léon, né en 1969 à Moscou, est un réalisateur et acteur français.

## Biographie
Fils du journaliste Max Léon, militant communiste qui fut envoyé spécial permanent de L'Humanité à Moscou de 1958 à 1975, Vladimir Léon est le réalisateur de documentaires et d'un long métrage de fiction. Il a été acteur dans plusieurs films dont certains sont signés par son frère Pierre Léon.
Il a fondé en 2008, avec Nathalie Joyeux et Harold Manning, la société de production Les Films de la Liberté.

## Filmographie

### Acteur
- 1989 : Les Cinéphiles : Le Retour de Jean de Louis Skorecki
- 1989 : Les Cinéphiles 2 : Éric a disparu de Louis Skorecki
- 1998 : Loin du front de Vladimir Léon et Harold Manning
- 2001 : Humphrey Bogart et la femme invisible d'Anne Benhaïem
- 2002 : Mods de Serge Bozon
- 2003 : Toutes ces belles promesses de Jean-Paul Civeyrac
- 2004 : Triple agent d'Éric Rohmer
- 2005 : Étoile violette d'Axelle Ropert
- 2006 : Neige, ma grimace d'Antoine Fumat
- 2006 : Octobre de Pierre Léon
- 2007 : Guillaume et les sortilèges de Pierre Léon
- 2009 : L'Idiot de Pierre Léon
- 2011 : Demain ? de Christine Laurent
- 2012 : Skorecki devient producteur de Louis Skorecki
- 2014 : Mon amie Victoria de Jean-Paul Civeyrac
- 2015 : Tout de suite maintenant de Pascal Bonitzer
- 2016 : La Prunelle de mes yeux d'Axelle Ropert

### Réalisateur

#### Courts métrages
- 1995 : Douaumont repris !
- 2008 : Adieu la rue des radiateurs (Nina)
- 2011 : Les Anges de Port Bou
- 2014 : Cinq points de vue autorisés sur les Courtillières
- 2023 : Jour après jour, la Chevêche

#### Longs métrages
- 1998 : Loin du front (coréalisateur : Harold Manning)
- 2004 : Nissim dit Max (coréalisateur : Pierre Léon)
- 2007 : Le Brahmane du Komintern
- 2014 : Le Polyèdre et l'Éléphant (avec et sur Raphaël Zarka)[3]
- 2020 : Mes chers espions
- 2022 : Tes jambes nues

### Producteur
- 2007 : Le Brahmane du Komintern
- 2008 : Adieu la rue des radiateurs (Nina)
- 2009 : Notre amour de Arnold Pasquier
- 2013 : Biette de Pierre Léon
- 2015 : L'Architecte de Saint-Gaudens de Julie Desprairies et Serge Bozon
- 2018 : Albertine a disparu de Véronique Aubouy
- 2020 : Mes chers espions